# Сонэ, Акира
Акира Сонэ (яп. 素根 輝; род. 9 июля 2000) — японская дзюдоистка, пятикратная чемпионка мира 2018, 2019 и 2023 годов. Чемпионка Азиатских игр 2018 года.

## Биография
На летних Азиатских играх в Джакарте сумела завоевать две золотые медали, в личном соревнование и в смешанном командном первенстве.
На чемпионате мира 2018 года в Баку, в смешанных командных соревнованиях в составе команды Японии, завоевала золотую медаль.
На предолимпийском чемпионате мира 2019 года, который проходил в Токио завоевала золотую медаль, победив в финале кубинскую спортсменку Идалис Ортис. В составе смешанной команды стала чемпионкой мира.
В мае 2023 года, в столице Катаре, на чемпионате мира, японская дзюдоистка в весовой категории свыше 78 кг стала обладателем золотой медали, в финале победив французскую спортсменку Юлию Толофуа.